# Vardan Pahlevanyan
Vardan Pahlevanyan, född 27 februari 1988, är en armenisk friidrottare. Han deltog vid olympiska sommarspelen 2012.